# Bouesse
Bouesse település Franciaországban, Indre megyében. Lakosainak száma 388 fő (2022. január 1.). Bouesse Arthon, Buxières-d’Aillac, Gournay, Maillet, Mosnay és Velles községekkel határos.

## Népesség
A település népességének változása:
| Lakosok száma | 465  | 430  | 398  | 391  | 369  | 422  | 439  | 425  | 396  | 388  |
|               | 1968 | 1982 | 1999 | 2006 | 2011 | 2015 | 2017 | 2018 | 2020 | 2022 |